# Cantó de Tournus
El cantó de Tournus és un cantó del departament francès de Saona i Loira, a la regió de Borgonya - Franc Comtat. Està inclòs al districte de Mâcon i té 13 municipis. El cap cantonal és Tournus.

## Municipis
- La Chapelle-sous-Brancion
- Farges-lès-Mâcon
- Lacrost
- Martailly-lès-Brancion
- Ozenay
- Préty
- Ratenelle
- Romenay
- Royer
- Tournus
- La Truchère
- Uchizy
- Le Villars

## Història
| Data d'elecció                           | Identitat       | Partit | Qualitat |
| ---------------------------------------- | --------------- | ------ | -------- |
| 1945-1967                                | Charles Guillot | SFIO   |          |
| 1967-1970                                | André Nicolle   | SFIO   |          |
| 1970-1976                                | Jean Deniset    | RI     |          |
| 1976-1988                                | Roger Gautheron | PS     |          |
| 1988-                                    | Gérard Buatois  | PS     |          |
| les dades anteriors no són pas conegudes |                 |        |          |
|                                          |                 |        |          |

## Demografia
| A partir de 1990: Població sense dobles comptes |